# Yakov Arnon
Yakov Arnon (Hebreeuws: יעקב ארנון), geboren als Jaap van Amerongen, (Amsterdam, 3 oktober 1913 – Jeruzalem, 7 oktober 1995) was een Nederlands-Israëlische ambtenaar en vredesactivist.

## Levensloop

### Vroege jaren
Arnon werd geboren in een welvarende Joodse familie van diamantenhandelaren. Hij studeerde economie aan de Amsterdamse Gemeente Universiteit. Na het afronden van zijn studie vond hij werk in het diamantenbedrijf van de familie. Van Amerongen was voor de oorlog voorzitter van de Nederlandse Zionistische Studentenorganisatie en voorzitter van de Joodse Jeugd Federatie.

### Tweede Wereldoorlog
Een dag voor de Duitse inval ontving Arnon samen met zijn vrouw hun toegangscertificaten voor Palestina, maar die waren op slag waardeloos. Tijdens de Tweede Wereldoorlog vond Van Amerongen werk bij de Joodse Raad. Zijn oom Abraham Asscher, de broer van zijn moeder, was een van de twee voorzitters. Na de oorlog was Arnon zeer kritisch op de leiders van de Joodse Raad. Hij vond dat zij de Joodse bevolking in slaap had gesust, waardoor veel mensen hun lot ondergingen. De relatie met zijn oom kwam niet meer goed. Arnon sprak hem nooit meer.
Arnon zelf werd in 1943 samen met zijn vrouw opgepakt en overgebracht naar Kamp Westerbork. Daar kocht hij zich met diamanten weer vrij. Vervolgens vond hij onder een valse identiteit werk op een distributiekantoor in het Limburgse Valkenburg aan de Geul. Daar maakte hij in september 1944 de bevrijding mee. In oktober 1944 was Van Amerongen een van de oprichters van de Joodse Coördinatie Commissie die de belangen wilde verdedigen van de overgebleven Joden.
Zijn vier broers en zussen overleefden allen de oorlog. Zijn zwager Lion Nordheim werd kort voor het einde van de oorlog geëxecuteerd. Arnons moeder overleed in januari 1945 in Blaricum. Zijn vader was voor de oorlog al overleden.

### Voorzitter Nederlandse Zionistenbond
Na de oorlog wilde Arnon eigenlijk het liefst zo snel mogelijk naar Palestina emigreren, maar hem werd gevraagd om voorzitter te worden van de Nederlandse Zionistenbond. Onder zijn leiding sprak de Zionistenbond de wens uit dat de toekomstige Israëlische staat beide zijden van de Jordaan zou omvatten. In 1948 vertrok Arnon alsnog naar het net onafhankelijke Israël.

### Emigratie naar Israël
Aangekomen in Israël veranderde hij zijn naam van Jaap van Amerongen naar Yakov Arnon. Hij begon direct in overheidsdienst. Zo was Arnon inspecteur voor het diamantwezen bij het ministerie van Handel en Nijverheid. Arnon klom op tot directeur-generaal op het ministerie van Financiën. 

### Vredesactivist
Na de Zesdaagse Oorlog werd Arnon steeds kritischer op het Israëlisch beleid vanwege de bezetting van de Westelijke Jordaanoever en de Gazastrook. In 1975 begon hij samen met Uri Avnery en Mattityahu Peled de Raad voor Israëlisch-Palestijnse vrede. De organisatie riep Israël op zich terug te trekken uit de Palestijnse territoriale gebieden en de vorming van een Palestijnse staat toe te staan. Jeruzalem moest gedeeld worden tussen beide partijen. De Raad wilde de dialoog tussen Israëli's en Palestijnen stimuleren, maar probeerde ook voor elkaar te krijgen dat er officiële onderhandelingen begonnen tussen Israël en de PLO.
Arnon stond bij de parlementsverkiezingen van 1977 kandidaat namens het linkse Sheli. Hij stond als nummer zeven op de kieslijst, maar de partij haalde maar zes zetels. Zeven jaar later was hij kandidaat voor de Progressieve Lijst voor Vrede, maar greep weer naast een zetel in de Knesset.
Kort na Arnons dood werd er in Jeruzalem een straat naar hem vernoemd. Van de hand van Hakibbutz Hameuchad verscheen in 2010 in het Hebreeuws een biografie over Arnon. Claude Lanzmann interviewde Arnon in de jaren tachtig voor zijn film Shoah.

## Persoonlijk
Samen met zijn vrouw had Arnon drie kinderen.